# دونساید، نیو ساوت ولز
دونساید (به انگلیسی: Doonside) یک حومه شهر در استرالیا است که در نیو ساوت ولز واقع شده‌است.